# Leptatherina
Leptatherina – rodzaj ryb z rodziny aterynowatych (Atherinidae).

## Klasyfikacja
Gatunki zaliczane do tego rodzaju:
- Leptatherina presbyteroides
- Leptatherina wallacei